# 제로 아워 킬러
《제로 아워 킬러》(La hora cero, THE ZERO HOUR)는 베네수엘라에서 제작된 디에고 벨라스코 감독의 2010년 액션 영화이다. 자파타 666 등이 주연으로 출연하였다.

## 출연

### 주연
- 자파타 666
- 아만다 키

### 조연
- 스티브 윌콕스

## 기타
- 프로듀서: 캐롤라이나 파이즈

## 반응
이 영화는 북아메리카와 남아메리카에서 모두 좋은 반응을 얻었다.